# Distrito de Azángaro (Azángaro)
El distrito de Azángaro es uno de los quince que conforman la provincia de Azángaro ubicada en el departamento de Puno en el Sur del Perú.
Desde el punto de vista jerárquico de la Iglesia católica forma parte de la  diócesis de Puno,  sufragánea de la arquidiócesis de Arequipa.

## Historia
Como la mayoría de los pueblos, la fundación primigenia se pierde en la penumbra de los tiempos, intentando un ensayo lacónico anotaremos, que hubo dos fundaciones: una preinca o Quechua y la otra Española como producto de la conquista. (Se deja constancia que esta historia fue publicada en la Revista Aswan Kari, en febrero de 1994)

### Fundación Quechua
A decir del historiador Bruno Medina Enríquez, (texto tomado de la Revista "Aswan Kari" N.º 4 feb. 1994) y del Prof. Odón Cárdenas Mayta(+), por principios de socialización, los grupos humanos tenían que formarse buscando la forma de satisfacer sus necesidades, lo que no se lograba con uno solo, sino que era necesario la interrelación de otros grupos, por lo que era imprescindible el viajar. Recordemos que antiguamente no existían los medios de comunicación de hoy, por lo que los viajes duraban mucho.
"Macaya" es el antiguo Azángaro, ubicada a 6 km lado este de la actual ciudad. Macaya, era una "Pascana" o sea un lugar de descanso para los viajeros hacia el alto Perú, Cusco. Meseta del Callao, etc. lugar que paulatinamente fue creciendo; entre los viajeros como es natural, se realizaba el "trueque" intercambio de productos que continuamente crecía por lo que el lugar fue denominado" ASWAN Q'ATU", lugar de mayor mercado.
En la época del Imperio Incaico, se produjeron grandes conquistas, sobresaliendo en ellos algunos incas: Pachakutek, Cápac Yupanki, Wayna Kapac, el primero se dirigió. Al altiplano para someter a los Cochabambas, atravesó el Desaguadero y conquistó a los Chancas, probablemente a su regreso al Cusco, se topó con Macaya o con los lugareños sometiéndolos en sangrientos enfrentamiento s por lo que se les denominó los" ASWAN K'ARIS" o muy hombres.
En noviembre de 1532, el Inca Atao Wallpa estando prisionero de los conquistadores españoles, ofrece por su libertad, llenar 2 cuartos de plata y 1 de oro, consecuentemente ordena que de todo el imperio se lleven objetos preciosos de oro y plata, a lo que se oponen muchos sacerdotes (Rumi Ñawi huyó con muchos tesoros) vencido el plazo de los 40 días para cumplir su ofrecimiento, el Inca es juzgado, acusado y condenado a muerte, ante el engaño de Pizarro los sacerdotes del Imperio ordenan esconder muchos tesoros, que no fueron y entregados a los conquistadores: "ASWAN KARUMAN APAICHIS" lo que quiere decir: que las riquezas fueran escondidas muy lejos, por esos lugares. Son pues estos tres posibles orígenes del nombre de Azángaro.
Cuando llegaron los españoles, estas, tres denominaciones las adaptaron al castellano resumiéndola en AZANGAROhh por facilidad de pronunciación.
Anotaremos también que algunos autores consideran que existió una gran cultura llamada los SANGARUS el que sirvió de base para el nombre de Azángaro.

### Fundación realista
Azángaro fue "descubierto" por el Capitán toledano don Manuel Ortiz Aguilar (en noviembre de 1535) el padre (sacerdote) Crisóstomo de Rodrigo, veedor de la Doctrina de bautizo de los indios del Collao en 1535, es el primero que informa sobre la existencia de Azángaro, el que se ubicaba en el lugar llamado Macaya y donde se adoraba un ídolo posiblemente un gato y cuyos ojos eran de piedras preciosas; para el adoctrinamiento cristiano de este lugar, se fundó la Doctrina de "NUESTRA SEÑORA DEL ROSARIO", pequeña iglesia edificada con dirección del Padre Domínico, Tomás de San Martín y Acosta (el mismo que fundó la Univ. San Marcos) y la participación del Cacique Fabián Mango.
A pesar de lo expuesto, continuaba la idolatría en Macaya y además crecía, escaseaba el agua, por lo que se decide trasladar el lugar de adoctrinamiento al lugar llamado "YANAQAQA" o piedra negra, (tras el actual cerro Choquechambi) pasado el río llamado "K'ari Mayu", que significa río de los hombres, es decir el actual río Azángaro, este lugar es propiedad de los ricos de entonces; los Mango, los Turpo, los Choquehuanca (más tarde traidores a la causa libertaria)
Estando de Gobernador y Cacique principal de Azángaro, don Diego Chuquihuanca, por Real Cédula del 5 de julio de 1586, del Virrey don Fernando Torres y Portugal, Conde de Villar, (7Q Virrey, el Rey de España era Felipe II) consigue la autorización para el traslado dc1 lugar de Azángaro, no sin antes confrontar una serie de oposiciones... 
Los españoles tenían una forma peculiar de fundar ciudades, Azángaro no podía ser la excepción, las autoridades y representantes en ceremonial procesión que la oportunidad exigía, ubicaban el lugar donde se establecerían la<; diferentes reparticiones y futuras instituciones, luego repartían los solares, lo primero era la iglesia, "Nuestra Señora de la Asunción" de Azángaro y cuya primera piedra es colocada el 22 de agosto de 1586 por Diego CHUQUIHUANCA, de esta forma se realiza la FUNDACIÓN ESPAÑOLA DE AZANGARO.
El desaparecido escritor azangarino Alberto Roselló, al sustentar su trabajo "La fundación de Azángaro", al municipio que sometió a concurso sobre la fecha para su conmemoración, basándose en un expediente de la familia "Chuquihuanka" y que es un certificado otorgado por el corregidor don Vasco de Contreras, anota:
"Yo don Vasco de Contreras, asistente de su Majestad y Corregidor del Partido de Omasuyos, conferí y di posesión corporal a este don Diego Chuquihuanka del cargo de Gobernador y Cacique principal de Azángaro y a mi presencia y asistencia en este mismo día veinte y dos de agosto de mil quinientos ochenta y seis, Octava de la Asunción de la Virgen; mandó este mismo don Diego a colocar los primeros cimientos de la Iglesia de éste pueblo de Azángaro a su costa y cargo de lo que certifico".
Con la existencia de este documento se establece, como fecha de fundación española para ser conmemorada el 22 de agosto de cada año.

### Época colonial
La llegada de los españoles a Azángaro, se produce en 1535. En 1542 se crea el Virreinato del Perú abarcando 03 Audiencias: la de Lima, la de La Plata y la de Chile, en esta ocasión Puno y Azángaro, pertenecen a este Virreinato y a la Audiencia de Lima...
En 1561 se crea la Audiencia de Charcas y Azángaro con Puno pertenecen a esta Audiencia.
En 1565 se crean los Corregimientos, tos Corregidores como autoridades se convierten en los principales explotadores, lo que crea la necesidad de acortar distancias entre las audiencias.
En 1573 se divide el Cusco: Para Lima una parte y para el Obispado de la Paz la otra parte, incluido Azángaro.
En 1776 se crea el Virreinato de Buenos Aires, el que abarca la jurisdicción de tas Charcas y como era de suponerse, todos los pueblos de aquella Audiencia pertenecen, es decir Azángaro y Puno, consecuentemente Azángaro a partir de la fecha pertenece al Virreinato de Buenos Aires, frente a esta incorporación se producen algunos reclamos, pero en 1777 se emite una Real Cédula en la que se confirma lo anteriormente anotado.
En 1780 se produce el gran movimiento libertario contra el Imperialismo Español, el único que remeció los cimientos estructurales del absolutismo, encabezado; por JOSE GABRIEL THUPA AMAR U INGA movimiento en la que el héroe azangarino Pedro Vilca Apaza tiene trascendental participación y consecuentemente exige a la Corona Española a realizar algunas retomas.
En 1787 se crea la Audiencia del Cusco y en sus límites fueron comprendidos, Azángaro, Lampa y Carabaya.
España a lo largo de su gobierno adopta una serie de modelos, así aparecen las Intendencias como nueva forma de organización, fueron creadas en el Perú en 1782.
En 1785 se crea la Intendencia de Puno y en ella se incluye como parte integrante a Azángaro.
Visualizando, Azángaro, pertenecía al Virreinato de Buenos Aires políticamente; en lo eclesiástico a la diócesis del Cusco dependiente del Obispado de la Paz y administrativamente a la nueva Intendencia de Puno.
En 1796 se expide una Real Cédula con fecha, primero de febrero en la que se devuelve la Intendencia de Puno al Virreinato del Perú, pero esto no fue definitivo y por una serie de reclamos quedó en suspenso; hasta que nos sorprendió los grandes acontecimientos de la Emancipación.
Pasada la Proclamación de la Independencia los pueblos tienen que decidirse por su nacionalidad, especialmente los que sufrieron los continuos cambios, como es el caso de Azángaro.
El 26 de abril de 1822 un Decreto del Delegado Supremo del Perú (Gobernaba el Perú) don José B. Torre Tagle, reglamentando las elecciones a Diputados (había pasado la Independencia y aún faltaba las, gloriosas jornadas de Junín y Ayacucho incorpora a Puno como, departamento del Perú y a Azángaro como su provincia, es decir esta reincorporación nos DEVUELVE LA NACIONALIDAD PERUANA; fundamentado y suficiente motivo para que Puno y Azángaro consideren esta fecha como trascendental y conmemorativa, porque es el REGRESO A LA PATRIA.
Lo anotado anteriormente se ratifica por el Congreso Nacional; oficialmente el 21 de junio de 1825 en el que por motivo de elecciones reaparece Puno como departamento y Azángaro es elevado a provincia y reconocido sus distritos (En 1856 Castilla también lo ratifica).
El Libertador del Norte, Simón Bolívar recogiendo el clamor del Alto Perú, funda la República de Bolivia el 6 de agosto de 1825 y felizmente encuentra los documentos anteriormente anotados y se ve obligado a respetarlos.

### Época republicana
1825, por Ley del 5 de febrero Azángaro es elevado a la categoría de ciudad.
1825, por Ley del 21 de junio Azángaro fue creado como capital de la provincia del mismo nombre con sus 18 distritos: Achaya, Arapa, Asillo, Caminaca, Chupa, Muñani, Potoni, Putina, Samán, San Antón San José, San Juan de Salinas, Santiago de Pupuja, Tirapata, José Domingo Choquehuancai Pedro Vilcapaza, Huatasani y Azángaro.
1828, el 18 de abril, el Congreso Nacional de la República le confiere a Azángaro el honroso título de "BENEMERITO y HEROICO PUEBLO DE VILCAPAZA" por su participación en la gesta libertaría y que es compromiso de todo azangarino mantener esta línea.
1989, el 20 de junio se expide la Ley N.º 25065, refrendada por el Congreso de la República, otorgándole el título "AZANGARO TIERRA PROCER, CUNA DE LA REVOLUCION EMANCIPADORA DE PEDRO VILCA APAZA".

## Capital
Su capital es la ciudad de Azángaro

## Demografía
La población estimada en el año 2000 es de 28 821 habitantes.
La población de la ciudad de Azángaro. es de 16,035 habitantes es la cuarta con mayor importancia después de Puno, Juliaca e Ilave.

## Autoridades

### Municipales
- 2014[3]
  - Alcalde:  Walter Cotacallapa Álvarez, del Movimiento Reforma Regional Andina Integración, Participación Económica y Social (RAICES) (desde el 10 de septiembre de 2014 Walter Cotacallapa Álvarez (RAICES), reemplaza Efraín Murillo Quispe, por haber sido cesado por el JNE).
  - Regidores: Pablo Zolórzano Condori (RAICES), Juana Quispe Mamani (RAICES), Walter Cáceres Calcina (RAICES), Pedro León Mango (RAICES), Gerardo Laura Quispe (RAICES), Pedro Bernardino Machaca Juárez (RAICES),  Marcian Gonzales Mamani (RAICES), Ronal Olger Mamani Machaca (Moral y Desarrollo), Vidal Larico Livisi (Moral y Desarrollo), Félix Rodríguez Quispe (Proyecto Político Aquí), Smirna Madeleine Cuba Salas (Unión y Cambio).
- 2011-2014
  - Alcalde: Efraín Murillo Quispe, del Movimiento Reforma Regional Andina Integración, Participación Económica y Social (RAICES).
  - Regidores:  Pedro Bernardino Machaca Juárez (RAICES), Pablo Zolorzano Condori (RAICES), Juana Quispe Mamani (RAICES), Gerardo Laura Quispe (RAICES), Walter Cáceres Calcina (RAICES), Pedro León Mango (RAICES), Ronal Olger Mamani Machaca (Moral y Desarrollo), Vidal Larico Livisi (Moral y Desarrollo), Félix Rodríguez Quispe (Proyecto Político Aquí), Smirna Madeleine Cuba Salas (Unión y Cambio).
- 2015-2018
  - Alcalde: Isidro Solorzano Pinaya,
  - Regidores

## Festividades
- 1, 2 y 3 de enero se celebra la OCTAVA DE LA NATIVIDAD DEL NIÑO JESÚS, fiesta patronal conocida como LA FIESTA DEL MACHU NIÑO, actualmente la más grande fiesta patronal del norte de Puno, toda la población celebra con comparsas de danzas y grupos de música, un desfile de veneración al Niño Jesús, concurso de Danzas y Música, Parada Folklórica con la participación de Barrios, entidades públicas y privadas, Clubes sociales y culturales, en tres días de celebraciones con diversos Alferados que asumen las atenciones en las fiestas de los Barrios y en sus propias instituciones. en los últimos años se ha convertido en todo un desafío de espectáculo de folklor y colorida expresión dancística.
- Febrero, (fecha movible) tradicionales carnavales con presentación de danzas de carnaval y el tradicional "Chiuchico", que según José Domingo Choquehuanca es una tradición que llega desde la época de la colonia.(ver el Libro: "Estadística de Azángaro..." publicado en 1832)
- 15 de agosto, antigua Fiesta Patronal de la Virgen de la Asunción, "Patrona de Azángaro".
- 14 de setiembre. Festival Pacha Raymi, Reencuentro y presentación de diversas danzas autóctonas, campesinas y mestizas de Azangaro y provincias aledañas, que se realiza en Tintiri, a 5 km de la ciudad.